# Пізня Лян
Дина́стія Пізня Лян (спрощ.: 后梁; кит. трад.: 後梁; піньїнь: Hòu Liáng) — династія, що правила частиною північного Китаю після повалення династії Тан у 907 році, була однією з п'яти династій періоду удай шігуо. Ця династія керувалася імператорами з роду Чжу, першим з яких був Чжу Вень. Була знищена династією Пізня Тан у 923 році.

## Історія
Засновником Пізньої Лян став впливовий військовик—цзєдуши Чжу Вень, який у 904 році контролював столиці Лоян та Чан'ань. Того ж року скинув імператора Чжао-цзуна, а у 907 році його наступника Ай-ді. Цим було покладено край династії Тан. Чжу Вень заснував нову, що отримала назву Пізня Лян. Спроби Чжу Вень взяти під контроль увесь Китай виявилися марними. Ця держава не відрізнялася внутрішньою стабільністю, а імператори не користувалися підтримкою знаті та населення, що викликало численні респресії. Була знищена тюрками-шато у 923 році, які заснували власну династію Пізня Тан.

## Імператори
| Посмертне ім'я                                                         | Особисте ім'я                                                 | Роки правління | Девіз і роки правління                                                                            |
| ---------------------------------------------------------------------- | ------------------------------------------------------------- | -------------- | ------------------------------------------------------------------------------------------------- |
| Шеньу Юаньшен Сяо Хуан-ді 神武元聖孝皇帝 Shénwǔ Yuánshèng Xiào Huángdì | Чжу Вень 朱溫 Zhū Wēn                                         | 907–912        | - Кайпін (開平 Kaīpíng) 907–911 - Цяньхуа (乾化 Qiánhuà) 911–912                                  |
|                                                                        | Чжу Юґуй 朱友珪 Zhū Yǒugūi                                    | 912–913        | - Фенлі (鳳曆 Fènglì) 912-913                                                                     |
| Мо-ді 末帝 Mòdì                                                        | Чжу Ючжень (朱友貞 Zhū Yǒuzhēn) або Чжу Чжень (朱瑱 Zhū Zhèn) | 913–923        | - Цяньхуа (乾化 Qiánhuà) 913–915 - Чженьмін (貞明 Zhēnmíng) 915–921 - Лунде (龍德 Lóngdé) 921–923 |